# Кутяшов, Сергей Спиридонович
Серге́й Спиридо́нович Кутяшо́в (3 июля 1899, Тоншерма, Тетюшский район, Татарская АССР — 22 сентября 1944, хутор Юрди, Эскауская волость, Бауский район, Латвийская ССР) — советский организатор науки и высшего образования, историк и этнограф, переводчик.
Директор чувашского НИИ (1933—1935), директор ЧГПИ (1935—1937). Участник Великой Отечественной войны (1941—1944); кавалер Ордена Славы III степени.

## Биография
Окончил Харьковский коммунистический университет в 1925 г., аспирантуру при Московском институте народов Востока — в 1933.
В годы Гражданской войны служил в Красной Армии, с 1925 по 1929 гг. работал на партийной работе в ЦК КПСС и Татарском обкоме партии, с 1933 по 1935 гг. был директором Чувашского НИИ.
Работал заведующим кафедрой истории, преподавал историю древнего мира, с февраля 1935 по февраль 1937 был директором ЧГПИ.
Постановлением спецтройки при НКВД ЧАССР 5 января 1937 был осуждён за участие в подпольной контрреволюционной организации («Заключить в ИТЛ сроком на 10 лет, считая срок с 27.04.1937 г.»). В 1940 году Постановлением УГБ НКВД ЧАССР («Решение Спецтройки изменить, как не соответствующее тяжести совершённого преступления осуждённым. Ограничиться фактически отбытым наказанием.») был освобождён из мест заключения.
После освобождения был назначен директором антирелигиозного музея церкви Воздвижения на базе Краеведческого музея.
С началом войны (в августе 1941 года) добровольно ушёл на фронт, с 1941 по 1944 участвовал в Великой Отечественной войне.
В июне 1944 года награждён медалью «За отвагу» за бои за город Витебск, в сентябре 1944 года — Орденом Славы III степени «за умение и отвагу в боях при прорыве обороны противника в районе деревни Ломжи Латвийской ССР». Умер в госпитале от ранения.

## Память
Похоронен в воинской братской могиле в селе Иецава.
Был реабилитирован в 1961: 

Кутяшов осуждён на основании показаний арестованных по другим делам: Мухина, Токсина, Васильева, Юрьева, Золотова и Кузнецова, которые на допросах давали показания о своей принадлежности к контрреволюционной организации, существовавшей на территории Чувашской АССР, а также о принадлежности к ней Кутяшова. Однако впоследствии они от этих показаний отказались, как от вымышленных, полученных от них в результате применения недозволенных методов следствия. Дела в отношении этих лиц в 1955—1956 годах прекращёны.— Постановление Президиума Верховного суда Чувашской АССР от 3 марта 1961 г.
.

## Награды
- Орден Славы III степени[1]
- Медаль «За отвагу»

## Сочинения
- О «правдивой» и «ложной» религии. Чебоксары, 1928;
- Тěттěмлěхе хирěç, тěнсěр çěнě пурнăçшан [Против темноты, за новую жизнь без религии]. Чебоксары, 1930;
- О работе ячеек Союза воинствующих безбожников. М., 1930;
- Чуваши (в соавт. с Кузнецовым И. Д.) // Малая советская энциклопедия. Т. 9. М., 1931.
- Этнография чуваш и чувашский национализм. Чебоксары, 1932;
- Чувашская колхозная деревня на пути культурного подъёма: очерки по материалам культурной экспедиции 1933 г. / С. Кутяшов, И. Кузнецов. — Чебоксары: Чуваш. гос. изд-во, 1934. — 64 с.: ил.

### Статьи
- Кутяшов С. С. Против национализма в чувашской этнографии. // Советская этнография. 1931. № 1-2. — С. 43-63[11].
- Кутяшов С. С. Против национал-демократического уклона. // Советская этнография. 1931. № 3-4. — С. 13-43.[12]
- Кутяшев С. С. Экспедиция по изучению социально-культурного состояния Чувашии. // Советская этнография. 1934. № 4. — С. 113—115.[13]
- Кутяшов С. Чувашский научно-исследовательский институт социально-культурного строительства [с сектором педагогики]. // Революция и национальности. 1935. № 10(68), стр. 95[14].

### Переводы
- Тěне хирěç вěренекен крушоксен кěнеки (Антирелигиозный крестьянский учебник) // Пер. на чув. яз. С. С. Кутяшов и др. М .: Центриздат, 1931. — 264 с.